# Juan Florán
Juan Antonio de Padua Florán y Pastorís (1801-1862) fue un político, escritor y diplomático español, marqués de Tabuérniga y varias veces diputado por Almería durante el reinado de Isabel II.

## Biografía
Nació el 15 de noviembre de 1801. Natural de la localidad murciana de Cartagena, ostentó el título nobiliario de marqués de Tabuérniga. Cultivó la poesía. Como político fue diputado por la provincia de Almería en varias ocasiones durante el reinado de Isabel II, entre ellas en las Cortes constituyentes de 1854. Falleció el 24 de agosto de 1862 en Madrid.